# Telephanus procerulus
Telephanus procerulus es una especie de coleóptero de la familia Silvanidae.

## Distribución geográfica
Habita en Colombia.